# 德尔加多
德尔加多，原名佩德罗·米格尔·戈梅斯·德尔加多（葡萄牙語：Pedro Miguel Gomes Delgado，1997年4月7日—），葡萄牙出生的中國职业足球运动员，现效力于山东泰山，司职中场。

## 职业生涯
2016年8月28日，作为祖奧·馬里奧的转会协议的一部分，德尔加多从国际米兰加盟葡萄牙体育。2016年9月11日，德尔加多在对阵瓦尔津的2016-17赛季葡甲联赛比赛中首次为葡萄牙体育B队出场。
德尔加多于2018年8月加入中超俱乐部山东鲁能泰山，但因外籍球员名额限制而无法在2018赛季注册参加正式比赛。2019年6月，德尔加多归化成为中国籍球员。
2020年2月被外租至艾維斯體育會。